# Korsungskatgrynnorna
Korsungskatgrynnorna är öar i Finland. De ligger i Norra kvarken eller Bottenhavet och i kommunen Korsnäs i den ekonomiska regionen  Vasa i landskapet Österbotten, i den västra delen av landet. Öarna ligger omkring 41 kilometer sydväst om Vasa och omkring 360 kilometer nordväst om Helsingfors.
Arean för den av öarna koordinaterna pekar på är 0,6 hektar och dess största längd är 140 meter i sydväst-nordöstlig riktning.